# Ferocious Planet
Ferocious Planet è un film per la televisione del 2011 diretto da Billy O'Brien.
È un film d'avventura a sfondo fantascientifico statunitense con Joe Flanigan, John Rhys-Davies e Catherine Walker. È incentrato sulle vicende di un gruppo di persone trasportate accidentalmente in una dimensione alternativa popolata da esseri mostruosi.

## Produzione
Il film, diretto da Billy O'Brien su una sceneggiatura di Douglas G. Davis, fu prodotto da Adrian Sturges per la Parallel Film Productions e la RHI Entertainment e girato in Irlanda nel luglio 2010. Il titolo di lavorazione fu The Other Side.

## Distribuzione
Il film fu trasmesso negli Stati Uniti il 9 aprile 2011  sulla rete televisiva Syfy.
Alcune delle uscite internazionali sono state:
- in Giappone il 16 maggio 2011 (Alien Planet, in DVD)
- in Hong Kong (The Other Side, in DVD)
- in Australia (The Other Side, in DVD)